# اوکسانا پوهپا
اوکسانا پوهپا (روسی: Оксана Александровна Почепа؛ زادهٔ ۲۰ ژوئیهٔ ۱۹۸۴) خواننده و مدل پاپ روسی است.
پوچپا اولین بار در 13 سالگی در جدول موسیقی روسیه ظاهر شد. او در گروهی به نام Maloletka (معروف به Малолетка؛ "Jailbait"/ "Underaged") اجرا کرد و با نام مستعار Akula (کوسه) آواز خواند. در سال 2001، او اولین آلبوم انفرادی خود را با نام Kislotniy DJ (Acidic DJ) منتشر کرد. او هر دو آلبوم خود را در لیبل معروف APC Records منتشر کرده است.